# Semachrysa sagitta
Semachrysa sagitta är en insektsart som beskrevs av Brooks 1983. Semachrysa sagitta ingår i släktet Semachrysa och familjen guldögonsländor. Inga underarter finns listade i Catalogue of Life.